# Паталаха, Марио
Марио Паталаха (род. 3 сентября 2005, Париж) — российский хоккеист, защитник.

## Биография
Родился в Париже, в раннем возрасте переехал в Москву, с четырёх лет воспитанник хоккейной школы «Динамо». С сезона 2021/22 — игрок МХК «Динамо» в МХЛ. 4 сентября 2023 года в домашнем матче с «Амуром» (3:1) дебютировал за «Динамо» в КХЛ, провёл в сезоне семь матчей. В следующем сезоне сыграл за «Динамо» три матча и 19 ноября 2024 года был отдан в аренду до конца сезона в нижнекамский «Нефтехимик», за который провёл 36 матчей.